# Митенков, Фёдор Михайлович
Фёдор Миха́йлович Митенко́в (25 ноября 1924, село Ключи, Саратовская губерния, РСФСР — 9 ноября 2016, Нижний Новгород, Российская Федерация) — советский и российский учёный, специалист в области атомного энергомашиностроения. Герой Социалистического Труда (1978).
Член-корреспондент АН СССР с 1979 года. Академик АН СССР (с 1991 года — РАН) с 15 декабря 1990 года.

## Биография
Родился в семье фельдшера.
В 1941 году с золотой медалью окончил школу.
В 16 лет попросился добровольцем в армию и после первого курса физико-математического факультета Саратовского университета был направлен в училище младших командиров НКВД. Участник Великой Отечественной войны 1941—1945 годов в различных частях этих войск. В 1946 году демобилизовался и восстановился в университете. Одновременно с учёбой в университете поступил во Всесоюзный заочный юридический институт, чтобы получить диплом юриста и иметь возможность устроиться на работу, если обстоятельства не позволят окончить университет.
В 1950 году окончил физико-математический факультет Саратовского государственного университета им. Н. Г. Чернышевского.
В университете получил предложение поступать в аспирантуру, однако, как вспоминал он сам впоследствии: «Только я успел сдать вступительные экзамены, как меня вызывают в деканат и сообщают, что я попал в поле зрения специальной комиссии из Москвы, отбиравшей перспективных выпускников-физиков для распределения по линии Первого главного управления, в ведении которого тогда находилась вся атомная промышленность». В том же 1950 году был направлен работать в КБ Горьковского машзавода инженером-расчётчиком.
На основе накопленных материалов по центробежной модели сверхзвукового компрессора под научным руководством М. Д. Миллионщикова он подготовил диссертацию на соискание учёной степени кандидата технических наук, которую защитил в начале 1959 года. В том же году был назначен руководителем вновь образованного теоретического подразделения ОКБ. По его инициативе бюро было оснащено современными ЭВМ, что дало возможность создавать и использовать в практике проектирования новые, более сложные программы расчёта ядерных реакторов.
В 1967 г. был назначен заместителем главного конструктора ОКБМ по научно-исследовательским работам. В 1969—1997 гг. — директор и генеральный конструктор опытно-конструкторского бюро машиностроения ОКБМ, Нижний Новгород (ныне ОКБМ имени И. И. Африкантова). С 1997 года — научный руководитель ОКБМ.
В 1979 г. был избран членом-корреспондентом АН СССР по Отделению механики и процессов управления, а в 1990 г. — действительным членом Академии наук СССР по Отделению механики, машиностроения и процессов управления.
В 1992—1993 годах президент Российского ядерного общества. Почётный член Европейского Ядерного общества. В декабре 2005 г. был избран председателем Международного комитета по присуждению премии «Глобальная энергия».
Работал в НГТУ им. Р. Е. Алексеева, где являлся научным руководителем Института ядерной энергетики и технической физики. Также внёс значительный вклад в развитие Нижегородского филиала Института машиноведения им. А. А. Благонравова РАН.
Автор более 300 публикаций по проблемам атомного энергетического машиностроения и более 40 изобретений.
Супруга — Людмила Ивановна.
Похоронен на Бугровском кладбище (4 уч.).

## Научно-производственная деятельность
Занимался теоретическим обоснованием проектов диффузионных машин для получения обогащённого урана.
При создании атомного ледокола «Ленин» (1959) занимался обоснованием геометрии проточной части главного циркуляционного насоса (ГЦН), подготовкой исходных данных для конструкторов, участвовал в расчёте действующих нагрузок на подшипники и в самих испытаниях ГЦН. Участвовал в разработке ядерных энергетических установок (ЯЭУ) для первого поколения атомных подводных лодок (АПЛ). Работал над проектированием первого крупного энергетического реактора на быстрых нейтронах — БН-350 для энергоснабжения города Шевченко (г. Актау, Казахстан), затем — над проектами БН-350 и БН-600; предложил ряд решений по структуре и исполнительным органам регулирования и аварийной защиты. В 1967 г. на основе этих разработок подготовил и защитил докторскую диссертацию «Проектирование судовых ядерных энергетических установок».
Под его научным руководством были также созданы атомные установки для ледоколов «Сибирь», «Россия», «Советский Союз», «Таймыр», «Вайгач», «Ямал»; лихтеровоза «Севморпуть», атомных подводных лодок и надводных кораблей ВМФ.
В начале 1977 году совместно с академиком А. П. Александровым выступил соинициатором развития нового направления атомной энергетики — атомных станций теплоснабжения (АСТ). При научном руководстве ИАЭ имени И. В. Курчатова участвовал в работах по созданию реакторной установки АСТ-500 для атомных станций теплоснабжения. В 1979 году проект АСТ был рассмотрен и утверждён. Было начато сооружение двух головных станций в Горьком (Нижний Новгород) и Воронеже. В 1990 году, после общественно-политических протестов, строительство обеих станций было остановлено.
Среди других проектов:
- высокоэффективные атомные паропроизводящие установки АПЛ третьего поколения в одно- и двухреакторном исполнении,
- атомная паропроизводящая установка КН-3, применённая на тяжёлых ракетных крейсерах ВМФ и в проекте атомного авианосца,
- атомные реакторы типа ОК-900А и КЛТ-40 нескольких модификаций с унифицированным оборудованием,
- специальные комплексы оборудования для проведения перезарядок реакторов АПЛ трёх поколений, крейсеров, ледоколов,
- ремонтная оснастка для оборудования реакторных установок.

## Награды и звания
- Герой Социалистического Труда (1978)
- Орден «За заслуги перед Отечеством» IV степени[5]
- Ленинская премия
- лауреат Государственных премий СССР (1969) и России (1998),
- Два Ордена Ленина
- Орден Октябрьской революции
- Орден Трудового Красного Знамени
- 9 медалей
- заслуженный деятель науки и техники Российской Федерации (25.06.1997)
- Почётный гражданин Нижнего Новгорода (2000)

В 2004 году ему присуждена престижная международная премия «Глобальная энергия» «за разработку физико-технических основ и создание энергетических реакторов на быстрых нейтронах» (совместно с американским учёным Леонардом Дж. Кохом).

## Из библиографии
- Судовые атомные паропроизводительные установки : (Основы проектирования) / И. И. Африкантов, Ф. М. Митенков ; Под ред. д-ра техн. наук Н. М. Синёва. — Ленинград : Судостроение, 1965. — 376 с. : черт.; 22 см.
- Нестационарные режимы судовых ядерных паропроизводящих установок / Ф. М. Митенков, Б. И. Моторов ; Под ред. д-ра техн. наук, проф. И. И. Африкантова. — Ленинград : Судостроение, 1970. — 199 с. : черт.; 22 см.
- Устойчивость естественного тепломассопереноса / Ф. М. Митенков, Б. И. Моторов, Э. А. Моторова. — Москва : Атомиздат, 1976. — 93 с. : ил.; 21 см. — (Техника ядерных реакторов).
- Исполнительные механизмы органов управления и защиты для натриевых реакторов на быстрых нейтронах / Ф. М. Митенков, И. И. Жучков, Б. И. Зайцев, И. А. Подтележников; Под ред. Ф. М. Митенкова. — М. : Атомиздат, 1980. — 176 с. : ил.; 25 см.
- Механизмы неустойчивых процессов в тепловой и ядерной энергетике / Ф. М. Митенков, Б. И. Моторов. — М. : Энергоиздат, 1981. — 88 с. : ил.; 21 см. — (Техника ядер. реакторов. N 11; ;).
- Устойчивость подкипающих аппаратов / Ф. М. Митенков, Л. Н. Кутьин, Б. И. Моторов, О. Б. Самойлов. — М. : Энергоатомиздат, 1983. — 96 с. : ил.; 21 см. — (Техника ядер. реакторов. Вып. 15; ;).
- Главные циркуляционные насосы АЭС / Ф. М. Митенков, Э. Г. Новинский, В. М. Будов; Под общ. ред. Ф. М. Митенкова. — М. : Энергоатомиздат, 1984. — 319 с. : ил.; 22 см.
  - 2-е изд., перераб. и доп. — М. : Энергоатомиздат, 1990. — 375 с. : ил.; 22 см. — (Б-ка эксплуатационника АЭС; Вып. 31).; ISBN 5-283-03808-4
- Методы обоснования ресурса ядерных энергетических установок / [Ф. М. Митенков и др.]; под общ. ред. Ф. М. Митенкова. — Москва : Машиностроение, 2007. — 445 с. : ил., табл.; 22 см; ISBN 978-5-217-03369-0
- Прикладная теория пластичности : [монография] / [Митенков Ф. М. и др.]. — Москва : Физматлит, 2015. — 282 с., [3] л. цв. ил. : ил., табл.; 23 см; ISBN 978-5-9221-1606-0 : 300 экз.

### Учебные пособия
- Физические основы управления ЯЭУ : [Учеб. пособие для спец. 0311, 0310] / Ф. М. Митенков, В. А. Чирков. — Горький : ГПИ, 1979. — 94 с. : ил.; 21 см.
- Основы проектирования атомных станций различного типа / Митенков Ф. М. ; Минобрнауки РФ, Нижегородский гос. ун-т им. Н. И. Лобачевского, Нац. исслед. ун-т. — Нижний Новгород : Нижегородский госуниверситет, 2013. — 70 с. : ил., табл.; 21 см. — (Лекции исследовательской школы «Компьютерная и экспериментальная механика»).

### Под его редакцией
- Полвека в атомном машиностроении : [К 50-летию Опыт.-конструкт. бюро машиностроения / Г. М. Антоновский, В. Е. Воронцов, И. С. Вотинцев и др.; Под общ. ред. Ф. М. Митенкова]. — Н. Новгород : КиТиздат, 1997. — 303 с., [8] л. ил. : ил.; 25 см; ISBN 5-88022-048-6

### Воспоминания и размышления
- Размышления о пережитом / Ф. М. Митенков. — М. : ИздАТ, 2004 (ППП Тип. Наука РАН). — 399 с., [8] л. ил., портр. : ил., табл.; 22 см. — (Творцы ядерного века).; ISBN 5-86656-168-9